# One Good Turn (film 1917 Christie)
One Good Turn è un cortometraggio muto del 1917 scritto, prodotto e diretto da Al Christie.

## Produzione
Il film fu prodotto da Al Christie per la sua Christie Film Company.

## Distribuzione
Il film - un cortometraggio in due bobine - uscì nelle sale cinematografiche USA il 26 dicembre 1917.